# Nelsonstatue

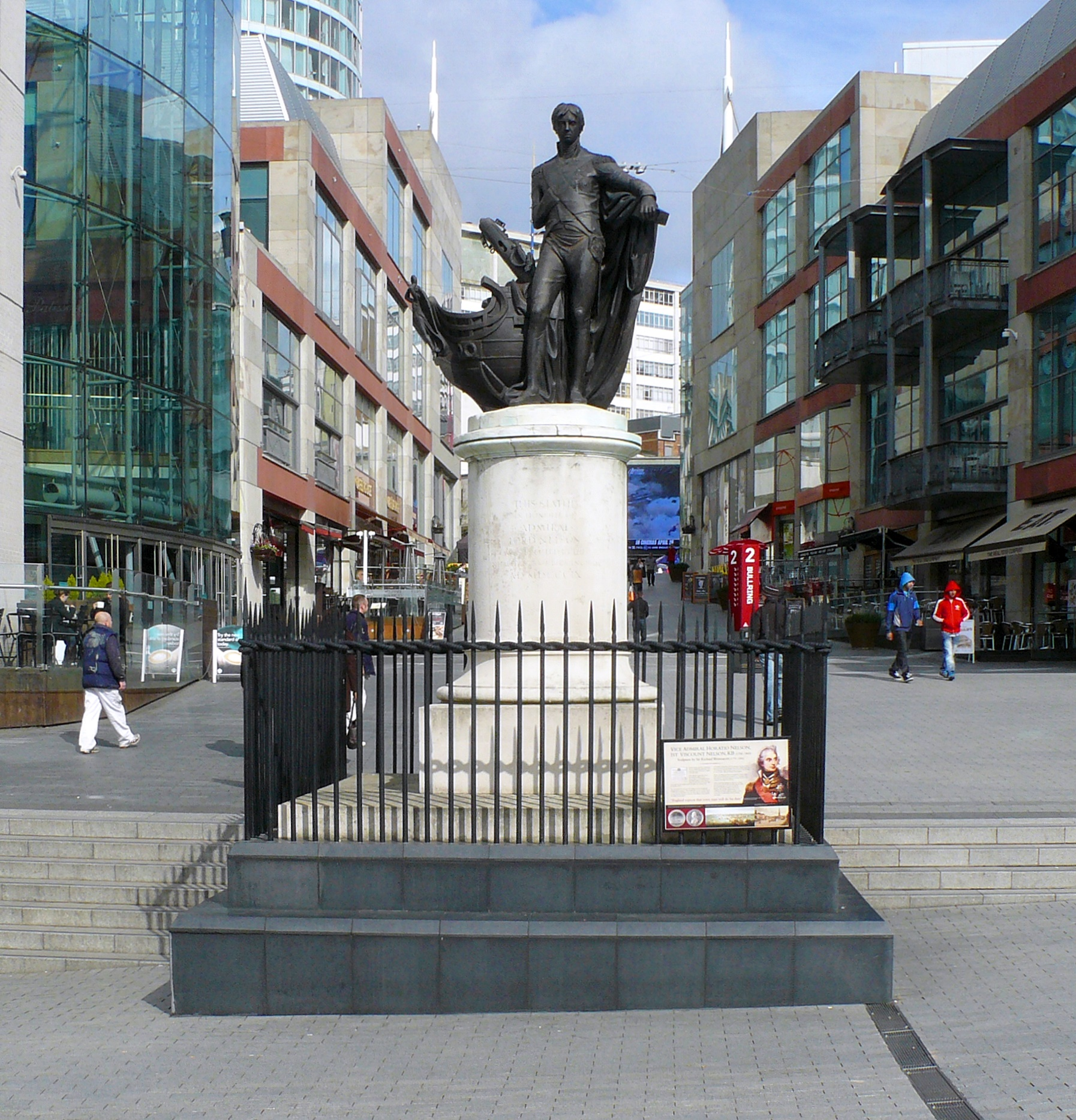
Statue von Horatio Nelson, The Bull Ring, Birmingham

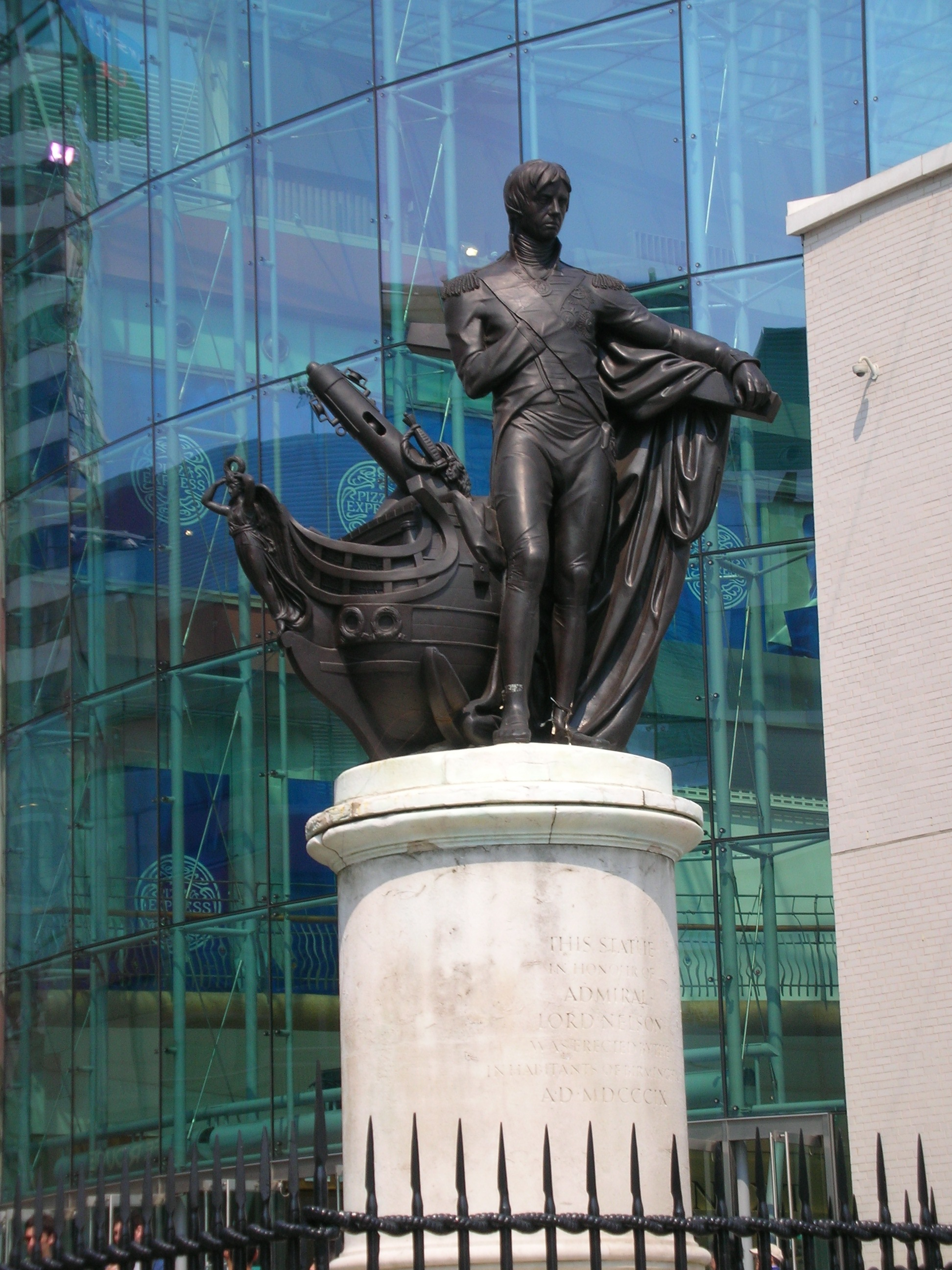
Nelson und sein Schiff

Die Nelsonstatue von Richard Westmacott steht am Bull Ring in Birmingham, England.

## Finanzierung
Die Bronzestatue war die erste öffentlich finanzierte Statue in Birmingham und die erste Statue von Horatio Nelson in Großbritannien. Das 1809 errichtete Denkmal wurde durch öffentliche Zeichnung von 2.500 £ durch die Bevölkerung Birminghams finanziert. Nelson besuchte Birmingham am 31. August 1802, ein Jahr bevor er gegen die Flotten Napoleons segelte. Die Statue wurde am 25. Oktober 1809 enthüllt.

## Beschreibung

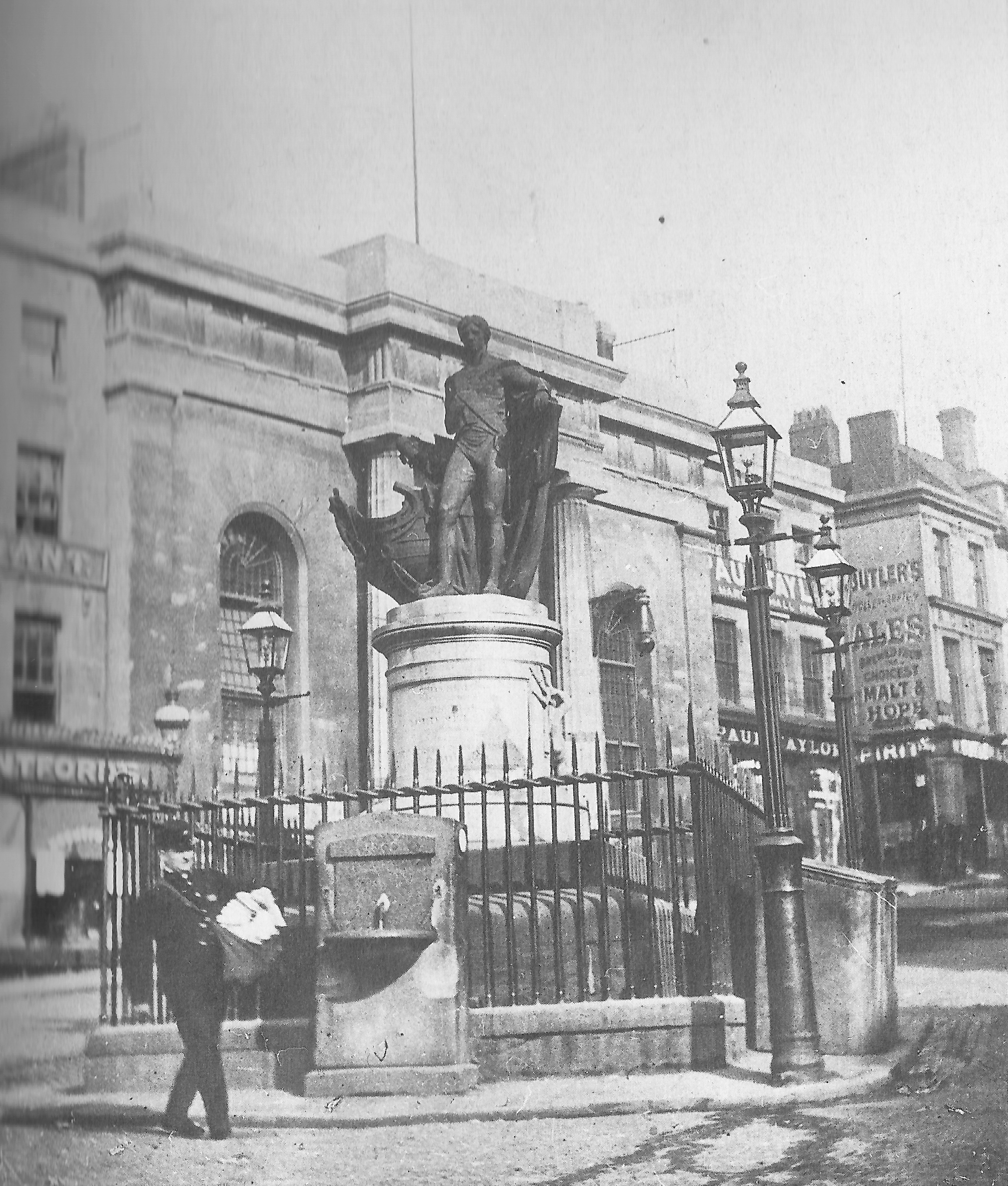
Die Statue im Jahr 1898. Die aus Schiffskanonen bestehenden Laternenpfähle waren Teil des ursprünglichen Denkmals.

Die Statue zeigt Nelson stehend in Uniform, sein linker Arm auf einem Anker am Bug des Miniaturmodells der Victory ruhend. Auf dem Deck der Victory ist ein Teil des Mastes der französischen Orient dargestellt, dem Flaggschiff  der französischen Flotte, das während der Seeschlacht bei Abukir versenkt wurde. Ursprünglich stand die Statue auf einer zylindrischen Marmorplinthe, auf der die Bevölkerung von Birmingham abgebildet war. Das Ensemble bestand aus Statue, Eisengittern sowie aufrechtstehenden Kanonen an den Ecken der Statue, in denen Laternenpfähle befestigt waren.
Die Statue stand ursprünglich an der Stelle des Old Cross, eines zweigeschossigen Gebäudes bestehend aus offenem Raum und darüberliegender Versammlungshalle, das 1703 erbaut und im August 1784 abgerissen wurde.
Seit dem 25. April 1952 ist die Nelsonstatue als ein Grade II* geschütztes Denkmal gelistet.Nelson Monument / Monument To Lord Nelson. Historic England, abgerufen am 9. März 2025 (englisch).
Sie wurde 1961 im Rahmen der ersten Umgestaltung des Bull Rings umgesetzt, wobei die Marmorplinthe, Kanonen und Laternen verloren gegangen sind. Nach der jüngsten Umgestaltung des Platzes wurde die Statue in die Nähe der ursprünglichen Stelle nördlich der Kirche St Martin in the Bull Ring versetzt und steht heute (2014) zwischen den Gebäuden des Bullring Shopping Centres und der Selfridges Kaufhauskette. Nelson blickt somit erneut über die Kirche St Martin in the Bull Ring und steht heute auf einer schlichten Plinthe, umgeben von Eisengittern die mit einem eisernen Seil verbunden sind. Der Einbau der originalen Eisengitter verzögerte sich aufgrund von Sicherheitsbedenken des Health and Safety am Bullring. Die Gitter wurden im September 2005, rechtzeitig für die Feierlichkeiten zum 200. Jahrestag des Trafalgar Days, restauriert und eingebaut.
Die Statue ist Kernstück der jährlichen Feierlichkeiten zum Trafalgar Day Gedenktag in Birmingham.
Zum 200. Jahrestag der Enthüllung im Jahr 2009 wurde von St. Paul’s Mint eine Gedenkmünze hergestellt.